# گرشاسب دوم
علاءالدوله ابوکالیجار گرشاسب دوم بن علاءالدوله امیرعلی (۴۸۸- پس از ۵۱۳ق/۱۰۹۵–۱۱۱۹م) مشهور به امیر خاصبک بود که پس از کشته شدن پدرش، از سوی سلجوقیان، به فرمانروایی یزد برگزیده شد. او آخرین امیر کاکویی یزد و ابرکوه بود.
علاءالدوله گرشاسب فرمانروایی دانشدوست و مشوق اهل علم بوده‌است. او گروهی از دانشمندان را در دستگاه خود گرد آورده بود و به تشویق او کتابهایی تألیف گردید. از جمله شهمردان بن ابی‌الخیر، از دانشوران اواخر سدهٔ ۵ق/اواخر سدهٔ ۱۱م کتاب نزهت‌نامه علایی را به سبک دانشنامهٔ علائی ابن سینا به نام او نوشت. این کتاب در دانش‌های گوناگون و همانند کتب دائره‌المعارف و از آثار ارزشمند نثر کهن فارسی است.

## زندگی
گرشاسپ دوم فرزند علی بن فرامرز بود. او پس از مرگ پدر در سال ۱۰۹۵ در نبردی در نزدیکی ری، به جای وی به ریاست خاندان کاکویه رسید و در دربار سلجوقیان مقامی افتخاری یافت. گرشاسب در آغاز قرن دوازدهم از لطف محمد یکم سلجوقی برخوردار شد. با این حال، در سال ۱۱۱۸، هنگامی که پسر محمد، محمود دوم بر تخت نشست، گرشاسپ از دایره لطف شاهان به بیرون افتاد. تهمت‌هایی دربارهٔ او به دربار سرایت کرد که اعتماد را از او سلب و محمود را وادار کرد که سپاهیانی به یزد بفرستد. در آنجا گرشاسپ دستگیر و در دژ فرزین در ناحیه جبال (سرزمین ماد) زندانی شد و یزد به ساقی سلطنتی واگذار شد.
گرشاسپ اما از آن دژ گریخت و به یزد بازگشت و در آنجا از احمد سنجر (همسر گرشاسپ خواهر احمد بود) درخواست حفاظت کرد. گرشاسپ از احمد خواست تا به قلمروهای محمود دوم سلجوقی در ایران مرکزی حمله کند و اطلاعاتی در مورد نحوه لشکرکشی به ایران مرکزی و راه‌های مبارزه با محمود دوم به او داد. احمد پذیرفت و در سال ۱۱۱۹ با لشکری به سمت غرب پیشروی کرد و در آنجا به همراه پنج پادشاه محلی محمود دوم را در ساوه شکست داد.
شاهانی که در جریان نبرد به احمد کمک کردند، خود گرشاسپ، امیر سیستان و خوارزمشاه، از جمله دو پادشاه دیگر که نامشان ذکر نشده‌است، بودند. احمد پس از پیروزی، قلمروهای گرشاسپ دوم را به او بازگرداند. پس از آن او به یزد بازگشت و سپس که از تواریخ ناپدید شد، با این حال، از جنگ او با خانات قراختایی یاد شده‌است، جایی که گفته می‌شود در آنجا کشته شد و این پایان دودمان کاکویه بود. با این حال، فرزندان او به عنوان اتابگ یزد به حکومت خود ادامه دادند.